# Pflegefachfrau
Diplomierte Pflegefachfrau oder Diplomierter Pflegefachmann ist die schweizerische und liechtensteinische Bezeichnung für Fachpersonen in der Gesundheits- und Krankenpflege (auch Diplomierte Pflegefachperson). Diese Bezeichnung löste 2004 die alten Berufsbezeichnungen Diplomierte Krankenschwester bzw. Diplomierter Krankenpfleger ab. Das Diplom kann an Höheren Fachschulen (HF) oder Fachhochschulen (FH) erworben werden.
In Deutschland schließen die nach dem 1. Januar 2020 begonnenen generalistischen Ausbildungen in der Pflege mit der geschützten Berufsbezeichnung Pflegefachfrau bzw. Pflegefachmann ab.

## Ausbildung  (Schweiz)
Derzeit wird die Ausbildungsstruktur in der Schweiz im Bereich der Gesundheits- und Krankenpflege weiter reformiert. Am 1. Januar 2004 trat das Berufsbildungsgesetz (BBG) vom 13. Dezember 2002 in Kraft. Mit diesem Gesetz und der revidierten Bundesverfassung wurde die Regelungs- und Überwachungskompetenz für die nichtuniversitäre Berufsbildung im Gesundheitswesen von den Kantonen auf den Bund übertragen.
Bis zu diesem Zeitpunkt diente die Schweizerische Konferenz der kantonalen Gesundheitsdirektorinnen und -direktoren (GDK) als politisches Koordinationsorgan. Während die GDK bildungspolitische Entscheidungen und rechtsverbindliche Normen entliess, wurde die eigentliche Überwachung dieser Entscheidungen vom Schweizerischen Roten Kreuz (SRK) vollzogen. Das SRK ist auch zuständig für die Anerkennung ausländischer Diplome in der Schweiz.
Die bisherigen Diplomausbildungen mit den Diplom-Niveaus I (DN I) und II (DN II) werden nun schrittweise in die Studiengänge der Tertiärstufe überführt. Angeboten bzw. angegliedert werden diese an Höheren Fachschulen (HF) oder Fachhochschulen (FH) und dauern drei Jahre.
An den Höheren Fachschulen lautet der neue Abschluss dipl. Pflegefachfrau HF / dipl. Pflegefachmann HF. Zugangsvoraussetzung ist eine abgeschlossene Ausbildung auf Sekundarstufe II, eine mindestens dreijährige Berufslehre mit eidgenössischem Fähigkeitszeugnis, die dreijährige Fachmittelschule bzw. äquivalent FaGe (Fachangestellte Gesundheit), DN I (Diplomniveau Stufe 1), DN II (Diplomniveau Stufe 2).
An den Fachhochschulen lautet der neue Abschluss dipl. Pflegefachfrau FH / dipl. Pflegefachmann FH. Zugangsvoraussetzung ist eine abgeschlossene Ausbildung auf Sekundarstufe II bzw. ein gymnasialer Abschluss.
Mit einem tertiären Abschluss gibt es im Berufsfeld der Pflege diverse Weiterbildungsmöglichkeiten. Grundlegend lassen sie sich in drei Kategorien einteilen:
- Führen/Beraten (z. B. Teamleiter/in, Berater/in im psychosozialen Bereich, Dipl. Institutionsleiter/in)[3]
- Spezialisieren (z. B. Wundexperte/in, Experte/in für Palliative Care, Spezialist/in für angewandte Kinästhetik)[4]
- Ausbilden (z. B. Ausbildungsleiter/in, dipl. Erwachsenenbildner/in)[5]

### Ausbildung an einer Höheren Fachschule
Die Dauer der Ausbildung an einer Höheren Fachschule beträgt 3 Jahre und erfolgt teils an der Schule und teils in der Praxis. Der Abschluss nennt sich „Dipl. Pflegefachfrau/-mann HF“ und ist eidgenössisch anerkannt. Für diese Ausbildung ist eine abgeschlossene 3-jährige Lehre, eine FMS oder eine Matura Voraussetzung. Ausserdem muss man eine Eignungsabklärung erledigen. Ausnahmen gelten für jene, die schon einen Abschluss als Fachangestellte Gesundheit haben.
Diese Ausbildung ist möglich an:
- Berufs- und Weiterbildungszentrum Sarganserland (BZSL), Sargans
- Berner Bildungszentrum Pflege, Bern, Thun
- Bildungszentrum Gesundheit und Soziales, Chur
- Bildungszentrum Gesundheit BZG, Münchenstein
- Bildungszentrum Gesundheit und Soziales Kanton Glarus
- Bildungszentrum Gesundheit und Soziales Kanton Solothurn
- Bildungszentrum für Gesundheit und Soziales Kanton Thurgau, Weinfelden
- Careum Bildungszentrum, Stadt Zürich
- Höhere Fachschule Gesundheit und Soziales, Aarau, Kanton Aargau
- Höhere Fachschule Pflege Olten, BBZ Olten, Trimbach
- Höhere Fachschule Schaffhausen HFS
- Höhere Fachschule Bereich Gesundheit Wallis, Visp
- Scuola specializzata superiore in cure infermieristiche, Lugano
- XUND Bildungszentrum Gesundheit Zentralschweiz (ehemals Höhere Fachschule für Gesundheit Zentralschweiz), Luzern
- ZAG, Zentrum für Ausbildung im Gesundheitswesen Kanton Zürich[6]

In der französischsprachigen Schweiz gibt diese Ausbildung nur am ceff – Centre de formation professionnelle Berne in Saint-Imier.

### Ausbildung an einer Fachhochschule
An der Fachhochschule ist die Ausbildung zur Pflegefachkraft als Vollzeitstudium über 3 Jahre möglich zu belegen und wird mit einem „Bachelor of Science in Pflege“ abgeschlossen.
Als Voraussetzung zu dieser Ausbildung muss eine Matura (Gymnasial, Fachmittelschule, Berufsmittelschule) abgeschlossen sein und ausserdem ein Praktikum im Gesundheitswesen absolviert werden (Ausnahme: Berufserfahrung in diesem Bereich). Eine Ausbildung zur Pflegefachkraft FH ist möglich an:
- Berner Fachhochschule, Fachbereich Gesundheit
- Kalaidos Fachhochschule, Zürich[8]
- FHS St. Gallen Hochschule für Angewandte Wissenschaften
- Zürcher Hochschule für Angewandte Wissenschaften, Departement Gesundheit
- Fachhochschule Westschweiz[9]

## Ausbildung (Deutschland)
Am 1. Januar 2020 trat das Pflegeberufereformgesetz in Kraft. Damit ändern sich die vorherigen, weiterhin gültigen geschützten Berufsbezeichnungen Gesundheits- und Krankenpfleger bzw. -pflegerin zu Pflegefachmann bzw. Pflegefachfrau. Die Ausbildung erfolgt gemäß den Vorgaben der Ausbildungs- und Prüfungsverordnung für die Pflegeberufe. Danach erhalten Auszubildende zwei Jahre lang eine gemeinsame, generalistisch ausgerichtete Ausbildung. Das letzte Ausbildungsjahr kann dann wahlweise mit einem Vertiefungseinsatz in der Pflege alter Menschen oder der Versorgung von Kindern und Jugendlichen oder weiter generalistisch fortgesetzt werden. Je nach gewähltem Schwerpunkt wird nach Bestehen der staatlichen Prüfung der Berufsabschluss Pflegefachfrau bzw. Pflegefachmann (für die gesamt-generalistische Ausbildung) oder Altenpfleger/-in oder Gesundheits- und Kinderkrankenpfleger/-in erworben.
Die früheren und ebenfalls geschützten Berufsbezeichnungen Krankenschwester bzw. Krankenpfleger nach den Krankenpflegegesetzen von 1964, 1985 und 2004 behalten ihre Gültigkeit, sowie die ebenfalls geschützten Berufsbezeichnungen Kinderkrankenschwester bzw. -pfleger.
Mit dem Gesetz sind erstmals der Berufsgruppe vorbehaltene Tätigkeiten normiert worden: die „Erhebung und Feststellung des individuellen Pflegebedarfs […]“; die „Organisation, Gestaltung und Steuerung des Pflegeprozesses […]“ sowie die „Analyse, Evaluation, Sicherung und Entwicklung der Qualität der Pflege […]“. Zusätzlich wurde die Möglichkeit eines primärqualifizierenden Studiums geschaffen.
Vorausgesetzt wird der Abschluss einer zehnjährigen allgemeinen Schulbildung; möglich ist auch ein Hauptschulabschluss
- mit zusätzlich zweijähriger abgeschlossener Berufsausbildung oder
- mit zusätzlichem Abschluss als Altenpflegehelfer (oder Krankenpflegehelfer), die vor dem 1. Januar 2020 begonnen wurde, oder
- mit einer abgeschlossenen Assistenz- oder Helferausbildung in der Pflege von mindestens einjähriger Dauer.

Die Ausbildung umfasst fünf Kompetenzbereiche:
1. Pflegeplanung, -diagnostik, -prozess
2. Kommunikation und Beratung
3. intra- und interprofessionelles Handeln
4. Gesetze und Verordnungen
5. Wissenschaft und Beruf

Der theoretische Teil der Ausbildung umfasst 2.100 Stunden und wird an einer staatlichen oder staatlich anerkannten Pflegeschule vermittelt. Zur praktischen Ausbildung mit insgesamt 2.500 Stunden gehören Pflichteinsätze in der stationären Akut- und Langzeitpflege, der ambulanten Pflege und der pädiatrischen Versorgung sowie in der allgemein-, geronto-, kinder- oder jugendpsychiatrischen Pflege; sie werden beim Träger der praktischen Ausbildung und in weiteren Einsatzstellen absolviert.
Nach erfolgreichem Abschluss sind Weiterbildungen in speziellen Fachgebieten möglich.
Zur fachgerechten Ausführung von Aufgaben in der Intensivpflege ist beispielsweise eine Weiterbildung von normalerweise zweijähriger Dauer erforderlich. Erste Modellprojekte prüfen eine einjährige Weiterbildungsdauer.
Ende 2023 waren rund 146.900 Personen in Ausbildung. Im ersten Abschlussjahrgang (2023) haben rund 33.600 Personen die Ausbildung erfolgreich abgeschlossen. Davon haben rund 33.100 den generalistischen Abschluss erlangt, rund 300 den Abschluss in Gesundheits- und Kinderkrankenpflege sowie rund 100 in Altenpflege. Rund 54.400 Personen haben die Ausbildung im Jahr 2023 begonnen. Der Anteil von Frauen liegt bei rund drei Viertel.